# Everton Luiz
Everton Luiz Guimarães Bilher (Porto Alegre, 24 de mayo de 1988), más conocido como Everton Luiz, es un futbolista brasileño que juega de centrocampista en el S. K. Beveren.

## Carrera
Nacido en Puerto Alegre, Everton firmó un contrato con Ponte Preta en 2007. 
Juca comenzó su carrera en el Ponte Preta en 2009, jugando como mediapunta. 
En abril de 2009 firmó un contrato de cuatro años en Palmeiras. Fue prestado a Marília en febrero de 2010 y ampliado en julio hasta el final del Campeonato Brasileiro Série C 2010. En enero de 2012 firmó por [Clube de Regatas Brasil|CRB]] un contrato de un año.
En julio de 2012 fichó por San Luis F.C.
En 2013 Everton ha firmado para el equipo suizo AC Lugano. Al año siguiente fichó por el FC St. Gallen. Allí pasó una temporada y media y fue uno de los mejores jugadores de ese equipo.
En 2016 es transferido al Partizan de Belgrado. El 16 de abril de 2016 marcó el gol del empate contra Estrella Roja en el último minuto en Estadio "Rajko Mitic".

## Clubes
| Club                 | País           | Año       |
| -------------------- | -------------- | --------- |
| A. A. Ponte Preta    | Brasil         | 2009      |
| S. E. Palmeiras "B"  | Brasil         | 2009-2011 |
| Marília A. C.        | Brasil         | 2010      |
| C. A. Bragantino     | Brasil         | 2011      |
| CRB                  | Brasil         | 2012-2013 |
| San Luis F. C.       | México         | 2012      |
| Criciúma E. C.       | Brasil         | 2013      |
| A. C. Lugano         | Suiza          | 2013-2014 |
| F. C. St. Gallen     | Suiza          | 2014-2016 |
| Partizán de Belgrado | Serbia         | 2016-2018 |
| SPAL 2013            | Italia         | 2018-2019 |
| Real Salt Lake       | Estados Unidos | 2019-2022 |
| S. K. Beveren        | Bélgica        | 2022-     |